# Jacques Ploncard d’Assac
Jacques Ploncard d’Assac (ur. 13 marca 1910 w Chalon-sur-Saône, zm. 20 lutego 2005) – francuski publicysta, pisarz oraz skrajnie prawicowy polityk i działacz antymasoński, teoretyk nacjonalizmu

## Życiorys
W okresie międzywojennym był zwolennikiem Action française i idei głoszonych przez Charles’a Maurras’a. W lipcu 1933 r. współzakładał nacjonalistyczną grupę polityczną pod nazwą Les Francistes (francyści), która 11 listopada tego roku przekształciła się w partię Parti Franciste. Wzorowała się ona na włoskich faszystach. W 1936 r. wstąpił do faszystowskiej Francuskiej Partii Ludowej Jacques’a Doriota. Jednakże pod koniec lat 30., zrażony socjalnym radykalizmem i totalizmem narodowych rewolucjonistów, zmienił poglądy na narodowo-konserwatywne i monarchistyczne. Brał udział w wojnie francusko-niemieckiej 1940 r., uzyskując Croix de guerre. W okresie Francji Vichy 1940–1944 J. Ploncard d’Assac był wysokim urzędnikiem rządu. Popierał ideę rewolucji narodowej stworzoną przez marszałka Philippe’a Pétaina. Zwalczał masonerię, publikując m.in. w pismach „Les Cahiers de la France nouvelle” i „Bulletin d'information anti-maçonnique”. Po zajęciu Francji przez wojska alianckie zbiegł do Portugalii, gdzie stał się bliskim współpracownikiem i przyjacielem jej przywódcy Antónia de Oliveira Salazara. Był autorem jego biografii. Zainicjował i prowadził audycje po francusku w radiu portugalskim. Publikował artykuły w piśmie „La Voix de l'Occident”. W ojczyźnie został 3-krotnie zaocznie skazany na karę śmierci. Po tzw. rewolucji goździków 25 kwietnia 1974 r., która obaliła A. de Oliveira Salazara, powrócił do Francji. Pisał artykuły do prawicowego pisma „Present”. Napisał ważną książkę „Doctrines du nationalisme”. Nawiązał kontakty z Frontem Narodowym Jean-Marie Le Pena i katolickimi konserwatystami.

## Twórczość J. Ploncarda d’Assaca
- „Pourquoi je suis anti-Juif”, [w:] „La lutte nationaliste”, nr 2, Paryż 1938
- „Le Cinquantenaire de la Libre parole”, współ. z Lucienem Pemjeanem, Paulem Lafitte, Jeanem Draultem i Henry Costonem, Bordeaux-Paryż 1942
- „Quand la Franc-maçonnerie gouvernait la France”, [w:] „Les Cahiers de la France nouvelle”, nr 2, Paryż [1942]
- „La Franc-maçonnerie ennemie de l’Europe”, [w:] „Bulletin d'information anti-maçonnique”, Paryż [1943]
- „Doctrines du nationalisme”, Paryż [1958]
- „L'État corporatif. L'expérience portugaise, doctrine et législation”, Paryż 1960
- „L'Erreur africaine”, [w:] „La Voix de l'Occident”, nr 7, Lizbona-Paryż 1963
- „L'Église et la Révolution”, [w:] „La Voix de l'Occident”, nr 8, Lizbona-Paryż [1963]
- „Éditeur de Antonio de Oliveira Salazar, Dictionnaire politique”, 1964
- „La Crise du communisme”, [w:] „La Voix de l'Occident”, nr 12, Lizbona-Paryż [1965]
- „Salazar”, Paryż 1967
- „Lénine ou la Technique du coup d'État”, Paryż 1968
- „La Nation, l’Europe et la chrétienté”, [w:] „La Voix de l'Occident”, nr 10, Lizbona-Paryż [bez daty]
- „L'Afrique trahie”, [w:] „La Voix de l'Occident”, nr 11, Lizbona-Paryż [bez daty]
- „Critique nationaliste”, [w:] „La Voix de l'Occident”, nr 13, Lizbona-Paryż [bez daty]
- „Le Poids des clefs de Saint Pierre, suivi de le Reste de la vérité”, Paryż, [bez daty]
- „Manifeste nationaliste”, Paryż 1972
- „L'Église occupée, Chiré-en-Montreuil, Diffusion de la pensée française”, 1975
- „Les Bourbons de France en exil à Gorizia (1836-1845/1875-1886), leurs tombeaux à la Castagnavizza, avec des documents inédits de l’époque de Metternich”, Paryż 1977
- „Le Secret des francs-maçons”, Chiré-en-Montreuil 1979
- „Éditeur de: 1792: les dernières marches du trône, documents réunis et présentés par Jacques Ploncard d’Assac”, Bouère 1986